# Tomolo
Il tòmolo (anche tùmmulo, tùmminu , tomolata o tùmmina) è un'antica unità di misura della superficie agraria, utilizzata in alcune province italiane. Dove viene chiamato tomolata, il termine tomolo indica allora una misura di capacitá, pari a 50,5 litri, ossia il volume del grano necessario per seminare una tomolata di terra.

## Multipli
Multipli del tomolo sono:
- salma, in genere equivalente a 16 tomoli (3,42 ha)
- sacco
- versura
- carro

## Sottomultipli
Sottomultipli del tomolo sono: mondello, carozzo, quarto, quartullo, quartiglio, mezzetto, misura, passo, stoppello, coppo, canna, cozza.

## Utilizzo
Il tomolo era utilizzato nelle province di Agrigento, Avellino, Bari, Benevento, Brindisi, Caltanissetta, Campobasso, Caserta, Catania, Catanzaro, Chieti, Cosenza, Crotone, Enna
Frosinone,  Isernia,  Lecce, Matera, Messina, Palermo, Pescara, Potenza, Ragusa, Reggio Calabria, Salerno, Siracusa, Taranto, Teramo, Trapani.
Nella provincia di Caserta, l'unità locale di misura della superficie usata in agraria è il moggio che è utilizzato come sinonimo di tomolo.
A partire dal 31 dicembre 2009 l'utilizzo del tomolo, come di tutte le altre misure non comprese nel sistema internazionale, è stato vietato.

## Valore
Il valore del tomolo, espresso in m2, varia da provincia a provincia, considerando quello "comune" (2143 m2) il più utilizzato.
| provincia       | valore m2 |
| --------------- | --------- |
| Agrigento       | 2444      |
| Avellino        | 3333      |
| Bari            | 4065      |
| Benevento       | 3333      |
| Brindisi        | 8516      |
| Caltanissetta   | 2712      |
| Campobasso      | 2352      |
| Caserta         | 3387,36   |
| Catanzaro       | 3364      |
| Catania         | 2143      |
| Chieti          | 3243      |
| Cosenza         | 4004      |
| Enna            | 2176      |
| Isernia         | 2750      |
| Lecce           | 6298      |
| Matera          | 4088      |
| Messina         | 1091      |
| Palermo         | 1648      |
| Pescara         | 3243      |
| Potenza         | 3333      |
| Ragusa          | 1744      |
| Reggio Calabria | 3333      |
| Siracusa        | 1744      |
| Taranto         | 6813      |
| Teramo          | 4016      |
| Trapani         | 2093      |